# Três Belezas dos Nossos Dias
Três Belezas dos Nossos Dias (当時三美人, Tōji San Bijin) é uma xilogravura colorida usando a técnica nishiki-e, datada de c. 1792–93, do artista japonês de ukiyo-e Kitagawa Utamaro (c. 1753–1806). A composição triangular ilustra os bustos de três mulheres célebres pela sua beleza, no seu tempo: a gueixa Tomimoto Toyohina, e as empregadas de uma casa de chá, Naniwa Kita e Takashima Hisa. O trabalho també é conhecido por Três Belezas do Kansei Era (寛政三美人, Kansei San Bijin) e Três Belezas Famosas (高名三美人, Kōmei San Bijin).
Utamaro era o principal artista ukiyo-e na década de 1790, género de pinturas bijin-ga de mulheres bonitas. Era conhecido pelo seu ōkubi-e, que se centrava nas cabeças. As três modelos deste trabalho foram habituais nos retratos de Utamaro. Cada figura da pintura está marcada com um símbolo heráldico japonês, que identifica a sua família. Os retratos mostram uma versão idealizada das caras dos modelos e, numa primeira abordagem, as suas faces parecem semelhantes, mas estão presentes diferenças subtis nos seus traços e expressões—um nível de realismo que, naquele tempo, era pouco usual no ukiyo-e, e um contraste com a beleza estereotipada dos primeiros mestres como Harunobu e Kiyonaga. A impressão de alta qualidade foi publicada por Tsutaya Jūzaburō, sendo realizada com vários blocos de madeira—um para cada cor—, e o fundo polvilhado com moscovita para produzir um efeito brilhantes. Pensa-se que o retrato foi bastante popular, e a disposição em triângulo dos modelos tornou-se habitual na década de 1790. Utamaro produziu várias pinturas com a mesma disposição das mesmas três mulheres, e todas apareceram em vários retratos elaborados por Utamaro e outros artistas.

## Antecedentes
A arte Ukiyo-e esteve em voga no Japão durante o Período Edo entre os séculos XVII e XIX, e tinha como temas as cortesãs, actores kabuki e outros ligados ao estilo de vida do "mundo flutuante" dos distritos do prazer. Juntamente com as pinturas, as impressões em madeira produzidas em massa eram a principal forma do género. Em meados do século XVIII, as impressões  nishiki-e a cores tornaram-se comuns, sendo imprimidas com diversos blocos de madeira, um para cada cor. No final do século XVIII deu-se um aumento generalizado tanto em quantidade como em qualidade dos trabalhos realizados. Um dos géneros mais destacados era o bijin-ga, ou "pinturas de belezas", as quais ilustravam, habitualmente, cortesãs e gueixas em lazer, e promoviam o entretenimento que podia ser encontrado nos distritos do prazer.
Katsukawa Shunshō introduziu a "pintura de grandes cabeças" ōkubi-e na década de 1760; ele e outros membros da Escola Katsukawa, como Shunkō, popularizaram a forma de impressões de actores yakusha-e, tal como a colocação de pó de mica no fundo das pinturas para produzir um efeito brilhante. Kiyonaga foi um dos primeiros retratistas de belezas nos anos 1780, e as altas e elegantes beldades  no seu trabalho tiveram uma grande influência em Kitagawa Utamaro (c. 1753–1806), que o sucederia na fama. Utamaro estudou com Toriyama Sekien (1712–1788), que o treinou na Escola Kanō de pintura. Por volta de 1782, Utamaro começou a trabalhar para o editor Tsutaya Jūzaburō.
Em 1791, Tsutaya publicou três livros de Santō Kyōden, no género literário sharebon, de contos humorísticos nos quartos do prazer ; rotulando-os como demasiado fúteis, o governo militar puniu o autor com 50 dias preso com algemas, e confiscou-lhe metade dos seus bens. A sua sorte foi revertida pouco depois com um novo sucesso: Utamaro começou a produzir o primeiro bijin ōkubi-e, adaptando o ōkubi-e ao género de retratos de mulheres bonitas bijin-ga. A sua popularidade devolveu o bem-estar a Tsutaya e fez de Utamaro famoso nos anos 1790.

## Descrição e anaálise
Considerado um dos trabalhos mais representativos da fase inicial de Utamaro, Três Belezas dos Nossos Dias ilustra os bustos de três bonitas celebridades da década de 1790 de Edo (actual Tóquio). Os modelos de Utamaro não eram cortesãs, como habitual no ukiyo-e, mas jovens mulheres conhecidas em Edo pela sua beleza. Estas três era, frequentemente, tema da arte de Utamaro, aparecendo juntas em vária ocasiões. Cada uma delas é identificada por um mom (símbolo heráldico japonês).
Ao centro está Tomimoto Toyohina, uma gueixa famosa da casa Tamamuraya do distrito do prazer de Yoshiwara. Ela foi apelidada de "Tomimoto" por causa da música Tomimoto-bushi [ja] tocada com um shamisen.  Tal como os outros dois modelos, ela usa o seu cabelo penteado como o então estilo em voga Shimada. Mas, contrastando com as vestes das outras duas raparigas, trabalhadoras numa casa de chá, ela está vestida como uma gueixa. Na manga do seu quimono está o desenho de uma primula japonesa que era o símbolo de Tomimoto. Desconhece-se a data de aniversário de Toyohina.
À direita encontra-se Naniwaya Kita, também conhecida como
"O-Kita", a filha do dono de uma casa de chá em Asakusa perto do templo Sensō-ji. Diz-se que ela teria 15 anos de idade No retrato, no qual ela veste um quimono preto ela segura um leque uchiwa com o símbolo da sua família, uma paulownia.
À esquerda pode observar-se Takashima Hisa, ou "O-Hisa", de Yagenbori [ja] em Ryōgoku. Ela era a filha mais velha de Takashima Chōbei, o dono de uma casa de chá à beira de uma estrada perto de sua casa, chamada Senbeiya, na qual Hisa trabalhava para atrair clientes. A tradição refere que a sua idade seria de 16 anos quando o retrato foi feito, e pode observar-se uma subtil diferença de maturidade nas faces das duas jovens da casa de chá. Ela segura uma pequena toalha sobre o ombro esquerdo, e tem o seu símbolo identificativo da sua família no quimono: três folhas de carvalho daimyo.

Símbolos das três jovens
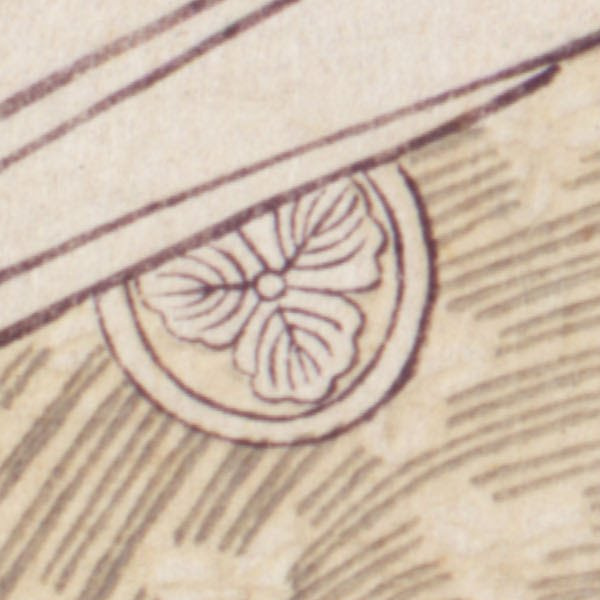
Folha de carvalho daimyo de Hisa
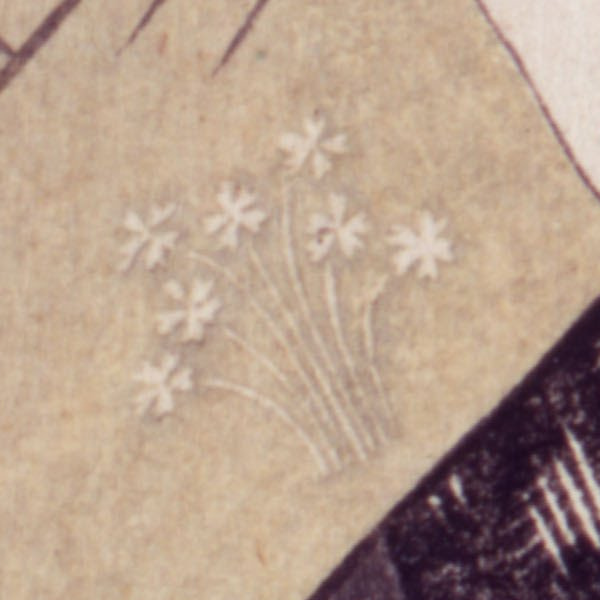
Primula japonesa de Toyohisa
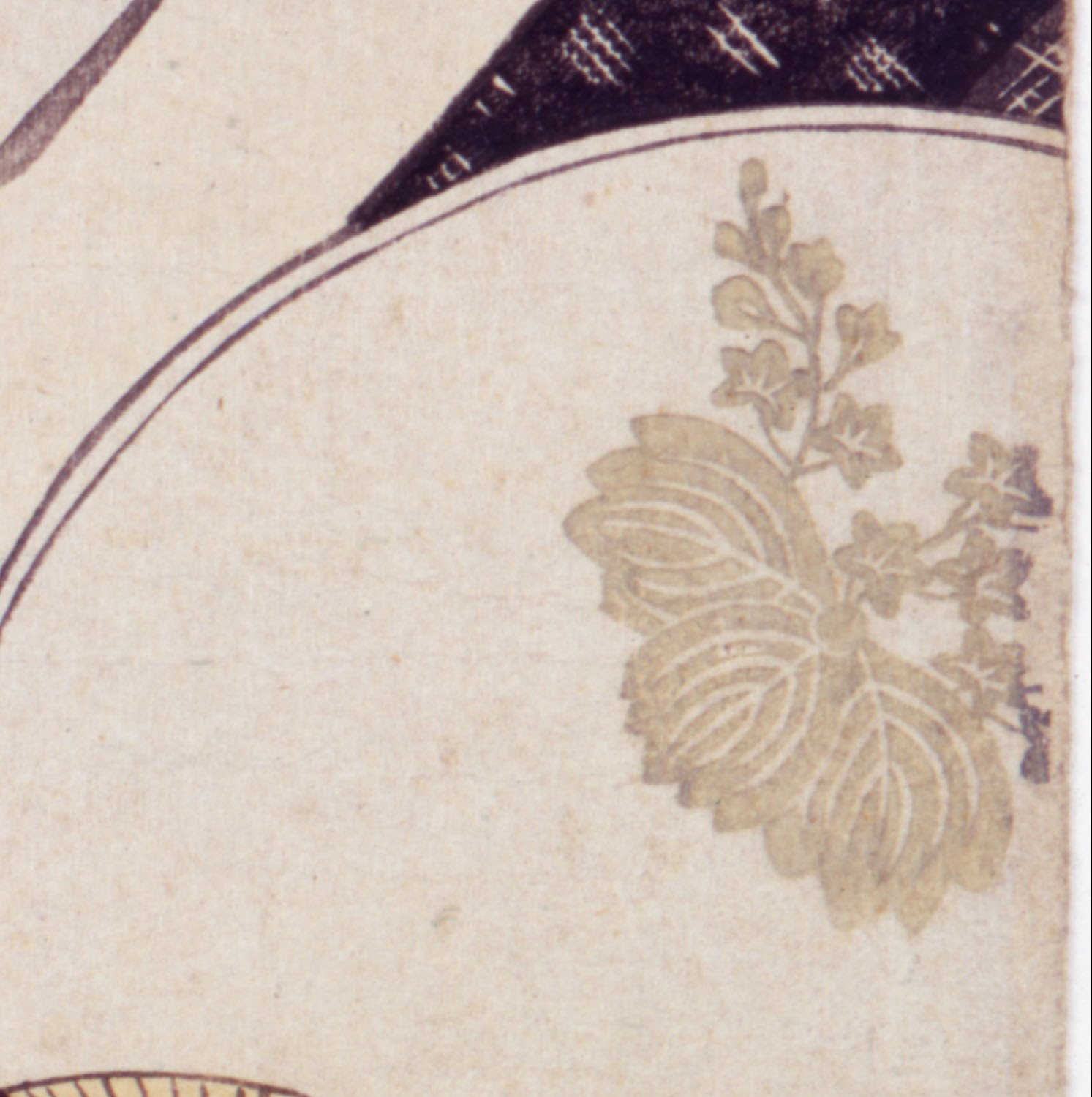
Paulownia de Kita

Ao invés de tentar capturar um retrato realista dos três, Utamaro idealiza as suas semelhanças. Para muitos observadores, os rostos neste e em outros retratos da altura parecem pouco individualizados, ou talvez não. Outros dão ênfase as diferenças subtis que distinguem os três nas formas das bocas, narizes, e os olhos: Kita tem bochechas rechonchudas e uma expressão inocente; seus olhos são em forma de amêndoa, e a ponte do nariz alto; Hisa tem uma expressão mais rígida e orgulhosa e a ponte do nariz de Hisa é mais baixa, e os seus olhos mais redondos do que os de Kita; As características de Toyohina situam-se no meio de ambas, e ela aparenta de ser mais velha e mais intelectual.
A impressão é um ōban vertical de 37,9 cm × 24,9 cm, e é uma impressão nishiki-e - uma impressãoukiyo-e a cores de vários blocos de madeira, uma para cada cor; os blocos de tinta são pressionados em papel japonês feito à mão. Para produzir um efeito brilhante, o fundo é polvilhado com moscovita, uma variedade de mica. A imagem insere-se os géneros de bijin-ga ("retratos de belezas") e ōkubi-e ("imagens de cabeça e ombros"), sendo este último um género em que Utamaro foi pioneiro e estava fortemente associado.
A composição das três figuras é triangular, um arranjo tradicional que Tadashi Kobayashi compara aos Três Degustadores de Vinagre, no qual Confúcio, Sidarta Gautama e Lao Zi simbolizam a unidade do Confucionismo, do Budismo e Taoismo; da mesma forma, diz Kobayashi, Utamaro demonstra a unidade das três célebres belezas no seu trabalho.

Retratos das três belezas Kansei por Utamaro
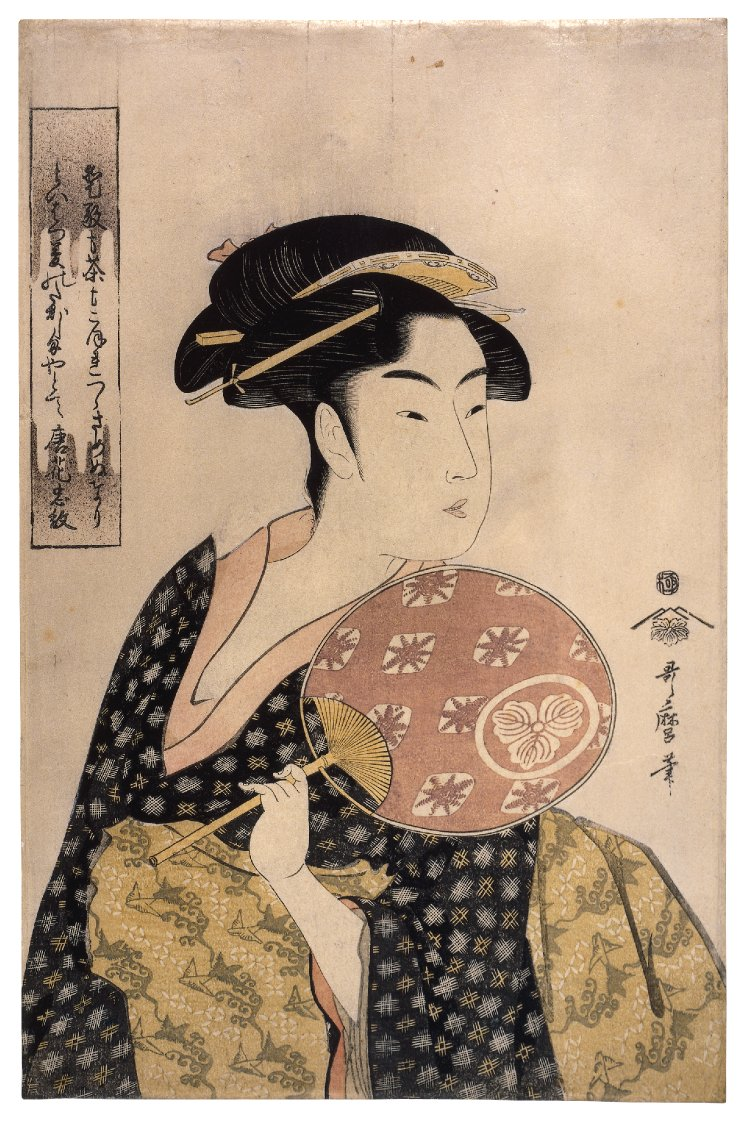
Takashima Hisa, c. 1792–93
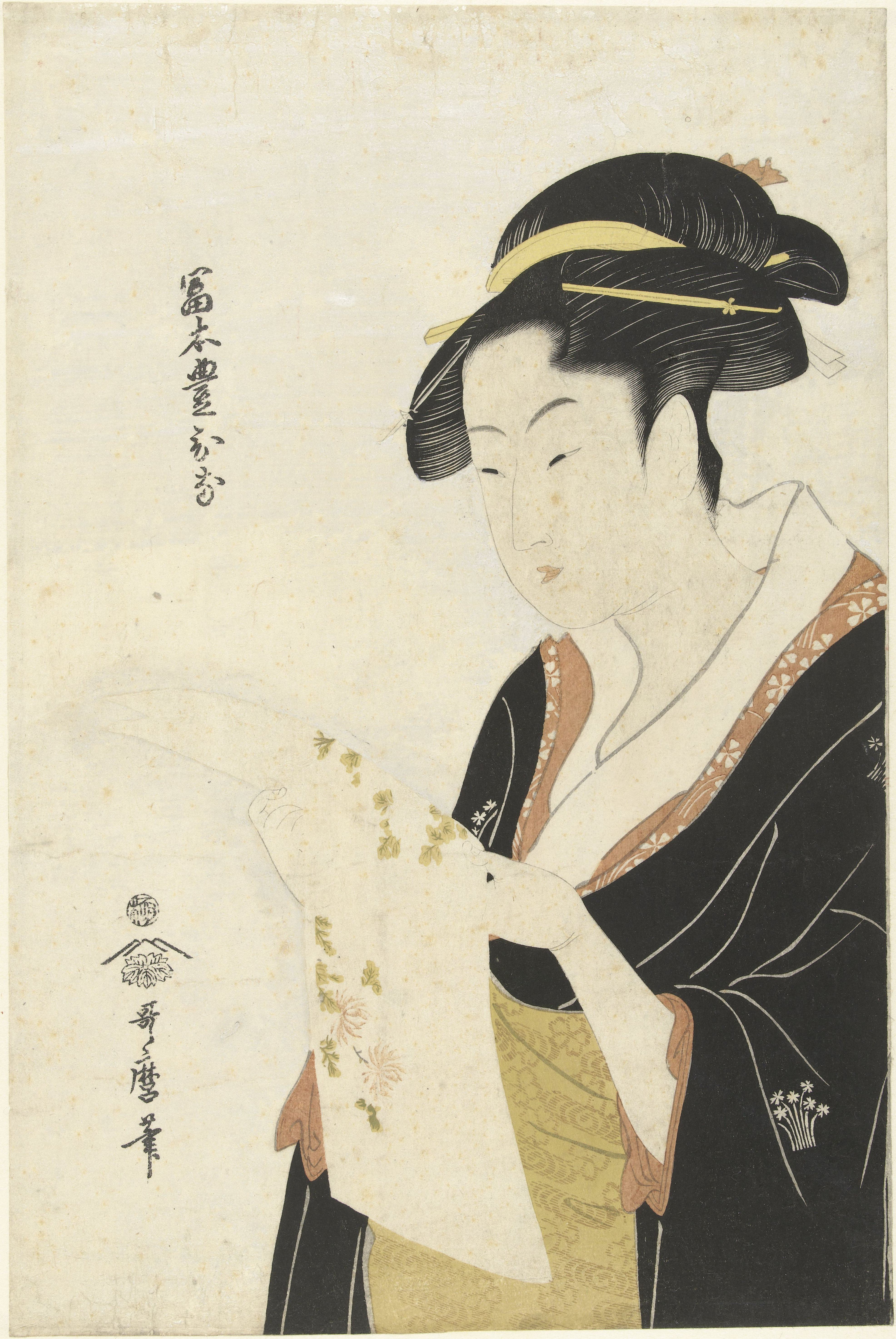
Tomimoto Toyohina, c. 1792–96
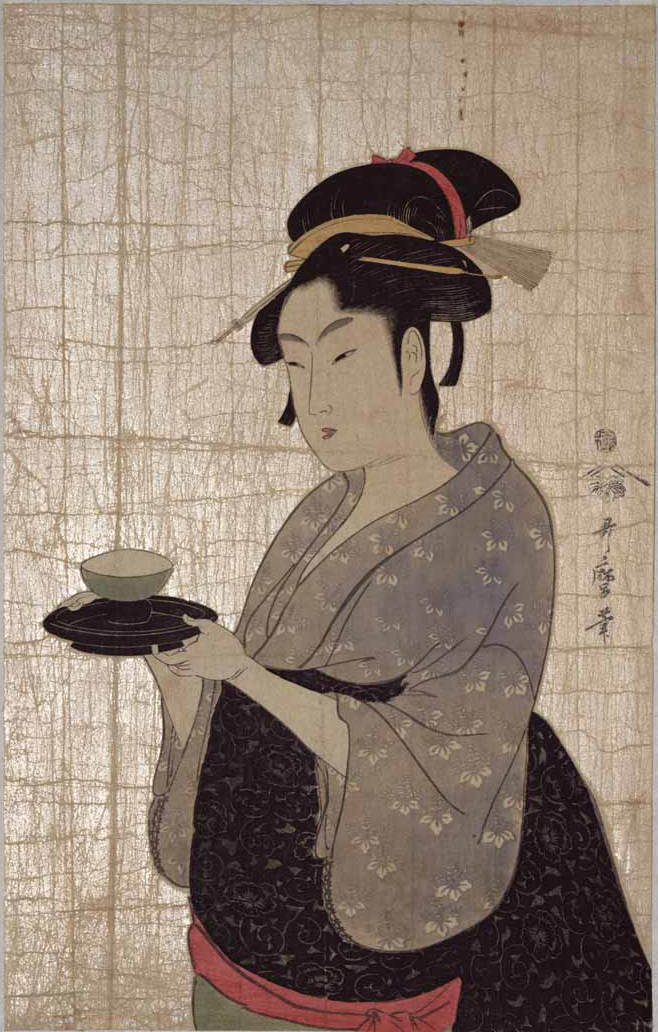
Naniwaya Kita, c. 1793

## Publicação e legado

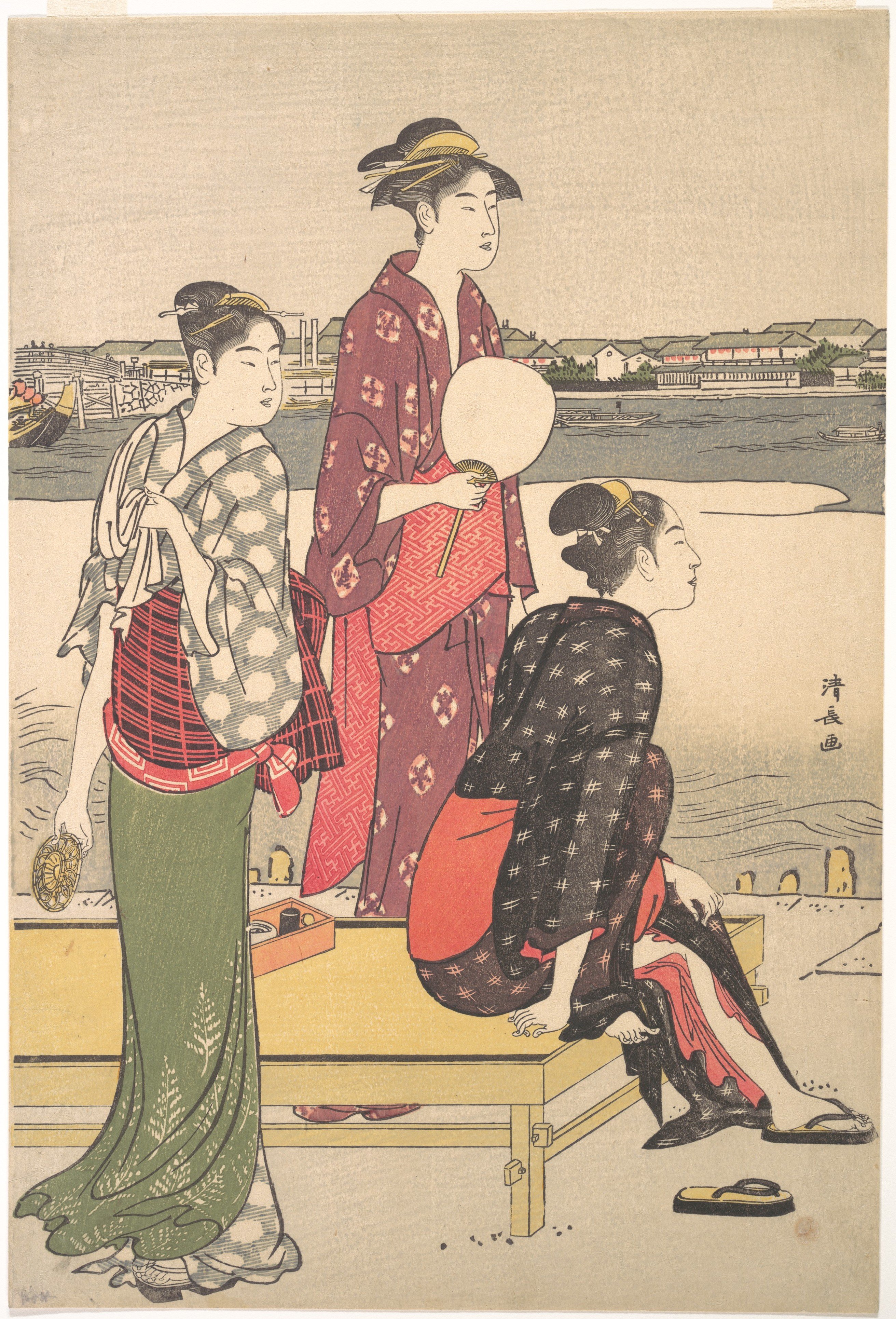
As altas e graciosas belezas das impressões de Kiyonaga influenciaram Utamaro.
Noite nos Bancos do rio Sumida (metade direita de um díptico), final do século XVIII.

A impressão foi projetada por Utamaro e publicada por Tsutaya Jūzaburō no quarto ou quinto ano da Era Kansei das divisões tradicionais das eras japonesas ( c. 1792-93 ). O selo da editora de Tsutaya está impresso à esquerda, acima da cabeça de Hisa, e um selo redondo da censura aparece por cima dele. A assinatura de Utamaro est impressa no canto inferior esquerdo.
Fumito Kondō considerou a impressão revolucionária; tais rostos expressivos e individualizados não são vistos nas figuras estereotipadas nas obras dos predecessores de Utamaro, como Harunobu e Kiyonaga, e foi a primeira vez na história do ukiyo-e que as belezas foram retiradas da população urbana geral, em vez dos quartos de prazer.
Os registos indicam que Kita estava altamente classificada nos rankings das casas-de-chá, e que os fãs curiosos iam em massa à casa-de-chá do seu pai; diz-se que isso fez com que ela se tornasse arrogante e deixasse de servir chá a menos que fosse solicitada. Hisa estava classificada numa posição mais baixa, embora ainda pareça ter sido bastante popular - um comerciante abastado ofereceu 1500 ryō por ela, mas os seus pais recusaram-se e ela continuou a trabalhar na casa-de-chá. Utamaro aproveitou esta rivalidade na sua arte chegando a retratar as duas belezas dos salões-de-chá em diversas competições, com deidades associadas às suas vizinhanças a apoiá-las: a divindade protectora budista Acala foi associada a Yagenbori, e apoiou Hisa; [[Guanyin], a Deusa da Misericórdia, foi associada ao templo Sensō-ji em Asakusa, e apoiava Kita.
O posicionamento triangular das três figuras tornou-se uma moda nas impressões de meados da década de 1790. As Três Belezas da Era Kansei normalmente referem-se às três que aparecem nesta impressão; por vezes, Utamaro substituiu Toyohina por Kikumoto O-Han. Utamaro colocou as três belezas na mesma composição, três ou quatro anos depois, numa impressão chamada Três Belezas, na qual Hisa segura um pires na mão esquerda em vez de um lenço, e Kita segura um leque em ambas as mãos. Para Eiji Yoshida, as figuras desta impressão não possuem a personalidade que que caracterizaram o charme transmitido do anterior. Yoshida deu menos importância às outras personalidades indiferenciadas de uma impressão posterior com a mesma composição triangular, Três Belezas a Segurar Sacos com Comida, publicado porYamaguchiya. Como testemunho da sua popularidade, os três modelos apareceram frequentemente nas obras de outros artistas e Utamaro continuou a usá-los em outras impressões, individualmente ou em pares.
Não há registos do volume de vendas da época ukiyo-e em que a impressão foi feita. Determinar a popularidade de uma impressão requer meios indirectos, um dos quais é comparar as diferenças nas cópias sobreviventes. Por exemplo, quanto mais impressões forem impressas, mais os painéis de madeira se desgastam, resultando em perda de clareza e detalhes. Outro exemplo é o facto de as editoras geralmente alterarem os blocos em impressões posteriores. Os pesquisadores usam pistas como estas para determinar se as impressões foram repetidas com frequência - um sinal de sua popularidade. A impressão original das Três Belezas dos Nossos Dias tinha o título em forma de marcador no canto superior direito com os nomes das três belezas à esquerda. Pensa-se que apenas duas cópias deste estado tenham sobrevivido; elas encontram-se nas colecções do Museu de Belas Artes de Boston e do Museu de Arte Koishikawa Ukiyo-e em Tóquio. As impressões posteriores não têm título, os nomes das belezas, ou ambos, e a posição dos selos da editora e da censura varia ligeiramente. Os motivos das mudanças estão sujeitas a especulações, como a que refere que as belezas podem ter-se ido embora, ou sua fama pode ter caído. Com base em evidências como estas mudanças, os pesquisadores acreditam que esta impressão foi um sucesso popular para Utamaro e Tsutaya.

Retratos de grupo das três belezas Kansei' por Utamaro
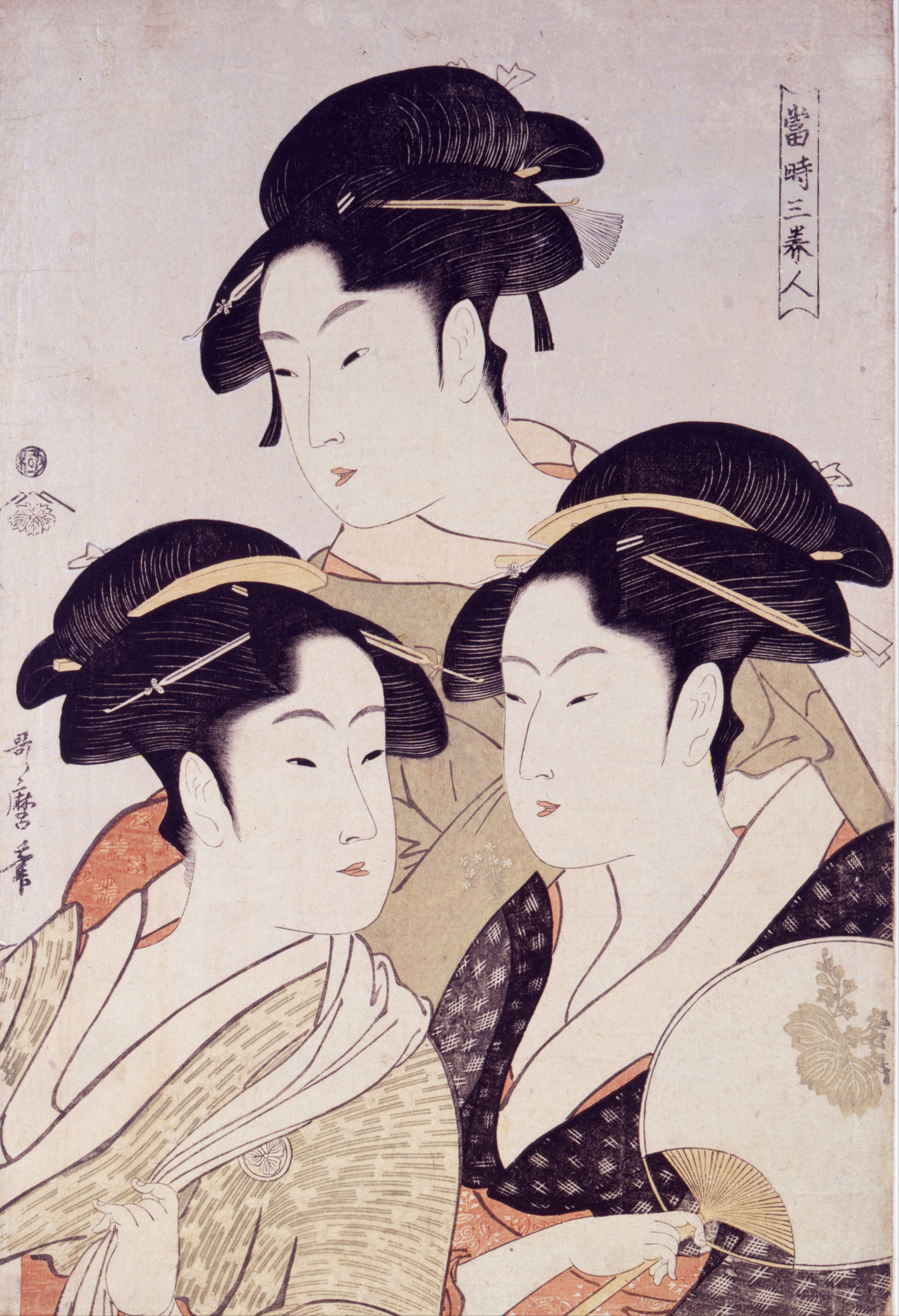
As variações surgiram em impressões posteriores—os nomes não aparecem nesta cópia do Museu de Arte de Toledo.
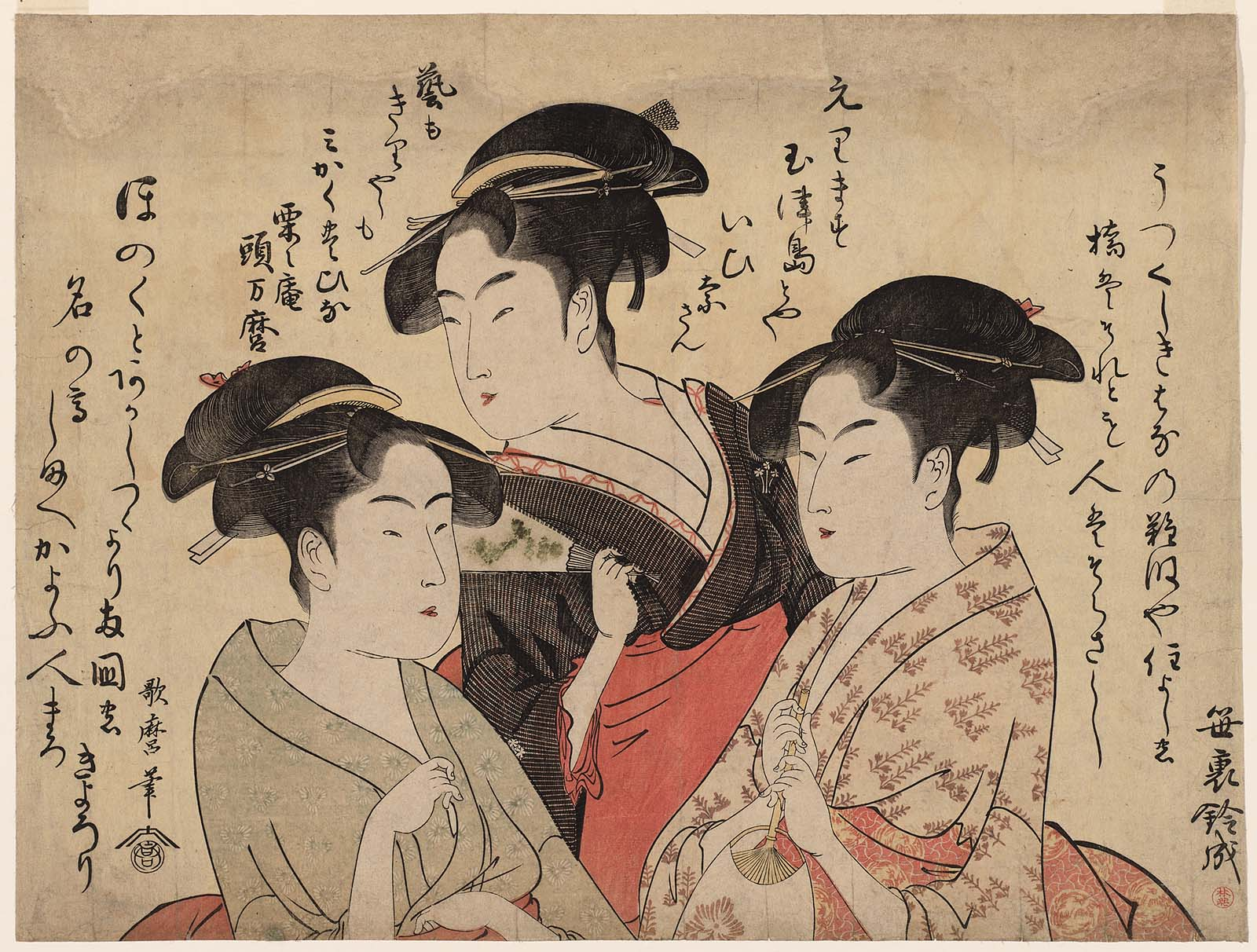
Três Belezas, c. 1792–93
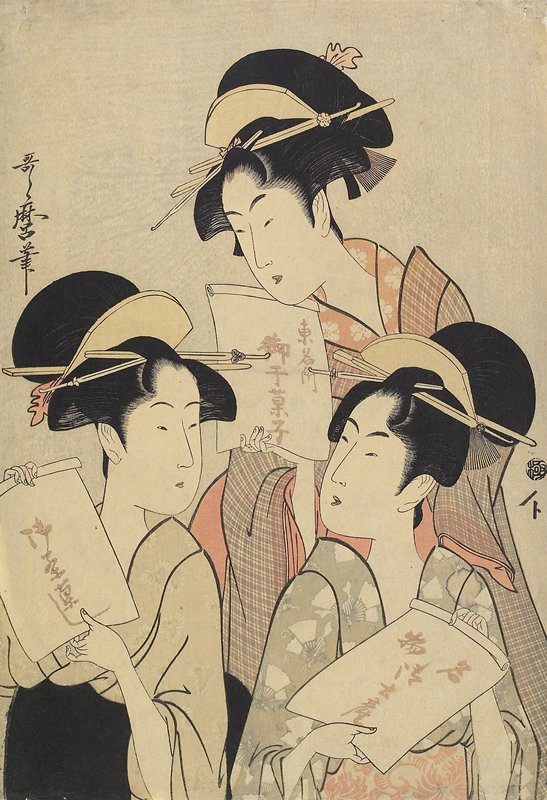
Três Belezas a Segurar Sacos com Comida, c. late 1790s